# 新仁義なき戦い 組長の首
『新仁義なき戦い 組長の首』（しんじんぎなきたたかい くみちょうのくび）は、1975年の日本映画。主演 ： 菅原文太、監督 ： 深作欣二、製作 ： 東映。『新仁義なき戦いシリーズ』の第二弾。菅原文太と山﨑努が最初で最後の共演を果たした作品でもある。

## 概要
昭和43年から封切当時の昭和50年頃までの北九州市を舞台に関門海峡一帯を仕切るヤクザの二大組織の抗争劇を描く。「物語はすべてフィクション」と断り書きが付いていたとされるため、モデルはない"実録風映画"。
深作欣二は「企画サイドからアクション映画のテイストで出来ないかという注文があった」と話しており、最初から実録にはこだわっていなかったと見られる。また菅原文太が当時、実録路線に対し批判的な言動を繰り返していたため、実録映画としては製作できなかったという事情があった（後述）。深作は『仁義なき戦い』五部作で一つの戦後史としての『仁義なき戦い』は完結したと考えていたため、「ヤクザ映画というよりも番外編アクションドラマとして作った」「新仁義なき戦いシリーズ」は三本だが「基本的には一本一本が別作品」などと述べている。

## ストーリー
舞台は1968年（昭和43年）6月、門司港にて旅人の黒田修次は大和田組幹部で友人の楠鉄弥のために敵対する共栄会会長の正木巌を銃殺し、服役する。7年半の刑期を務めた黒田は楠を尋ねるが、そこには薬物中毒で大和田組を破門された、廃人同然の楠の姿があった。

## 出演
- 黒田修次 - 菅原文太：主人公。
- 志村勝男 - 小林稔侍：刑務所で黒田に助けられ舎弟になる。
- 笹木茂 - 三上寛：志村の弟分。小林旭を名乗るギター流し。
- 茂の母 - 荒木雅子

大和田組
- 大和田徳次 - 西村晃：大和田組組長。
- 楠美沙子 - 梶芽衣子：徳次の娘。
- 楠鉄弥 - 山﨑努：大和田組幹部。美沙子の夫。黒田とは兄弟分。
- 須川国光 - 渡瀬恒彦：大和田組組員。鉄弥の若衆だったが井関に身を寄せる。
- シナコ - 中原早苗：徳次の二号。
- 相原重彦 - 成田三樹夫：大和田組若頭。
- 井関政治 - 織本順吉：大和田組幹部。黒田と五分の兄弟分になる。
- 高松音松 - 睦五郎：大和田組幹部。
- 船田徹 - 林彰太郎：大和田組幹部。
- 郷田猪之吉 - 汐路章：大和田組幹部。
- 高沢 - 高並功：大和田組幹部。
- 組員A - 宮城幸生、藤長照夫、奈辺悟：大和田の若衆。
- 滝川 - 西田良：相原の若衆。
- 浦上 - 片桐竜次：相原の若衆。
- 浜野 -大木晤郎：大和田組若衆。
- 松本 -福本清三：大和田組若衆。
- 木村 -藤沢徹夫：大和田組若衆。
- 中島 -幸英二：大和田組若衆。
- 村井 -小峰一男：大和田組若衆。
- 二条 -北川俊夫：大和田組若衆。
- 福地 -白井孝史：大和田組若衆。
- 江川 -白川浩二郎：大和田組若衆。

赤松組
- 赤松猛夫 - 室田日出男：大和田組舎弟。トルコ風呂、ヒロポンで稼ぐ。
- 宮井 - 八名信夫：赤松組代貸。
- 白木 - 野口貴史：赤松組組員。
- 佐竹 - 笹木俊志：赤松組組員。
- 綾 - ひし美ゆり子：赤松の情婦。
- 赤松組組員 -松本泰郎、友金敏雄
- 料亭の従業員 -奈三恭子

野崎組
- 野崎浅次郎 - 内田朝雄：野崎組組長。大和田徳次の兄貴分。
- 鍛治乾夫 -楠本健二：野崎の若衆
- 野崎の若衆 -有川正治、藤本秀夫

刑務所
- 根本 - 岩尾正隆：志村勝男を集団で強姦しようとする。

その他
- 福岡県警・高石刑事 - 国一太郎
- 正木巌 -小田部通麿
- 正木の若衆 -池田謙治
- 正木の女 -佐々木リエ
- 広島森本組組員 -矢部義章
- 葬儀の参列者A - 小林亜星、疋田泰盛、矢野幸男
- 大阪の刑事A - 川谷拓三
- 大阪の刑事B - 成瀬正
- 火葬場の警官 -秋山勝俊
- ナイトクラブのボーイ -若宮浩二
- ナイトクラブのホステス -白川みどり
- 病院の事務員 -丸平峰子
- 大阪のナイトクラブのバーテンダー - 千葉真一 ※カメオ出演でノンクレジット[6]

## 製作

### 企画
企画は岡田茂東映社長。「新仁義なき戦いシリーズ」の第一弾『新仁義なき戦い』の正式な製作発表があったのは1974年11月で、「新仁義なき戦いシリーズ』という告知は無かったが、「『新・仁義―』は一話読み切り的な作り方となり、第一作目は神波史男と荒井美三雄の共同脚本、出演者もその都度異色の女優を起用し話題性を盛り上げる」と内容説明があったため、最初から第二作目の予定があるシリーズ作で、女優にウェイトを置いた内容になることが予想された。実録物なのか、アクション物なのかはこの時は説明がなかった。『新仁義なき戦い』公開直後の1975年1月にも東映へ戦列参加を表明していた渡哲也を菅原の共演者として1975年ゴールデンウィークにシリーズ第二弾予定と報道された。しかし1975年2月19日に東映本社であった記者会見で、岡田茂東映社長が1975年度の製作予定作を相当数発表した際、「新仁義なき戦いシリーズ」の第二弾はアナウンスされず、「『新仁義なき戦いシリーズ』『ザ・カラテシリーズ』はすでにその役割が終わったし製作は考えていない」と話した。東映は岡田がダメと言ったら映画は作られないため、第二弾製作は不透明になり、1975年ゴールデンウィーク枠は『県警対組織暴力』になった。『週刊読売』1975年3月8日号に「今度の作品で主演の文太を刑事に回すとなると『新・仁義なき戦い』次回は悪徳捜査官を描く（深作監督）どころか...」、『週刊平凡』1975年3月13日号には「東映映画『新・仁義なき戦い』で、ヤクザ俳優・菅原文太がなんと広島県警の刑事部長に転職する。転職は文太だけでなく、これまで同シリーズに出演していたヤクザ俳優全員というから、これはまさに"仁義なき変身"だ。『6本もやってると、どうしてもマンネリになる。それに広能（文太）のような切れ者をいつまでも、ヤクザにしておくのは惜しいと思ってね。ま、ヤクザと警察の腐れ縁をたっぷり取材させてもらいました』と深作欣二監督はニヤニヤ...」という記事が見られることから、『県警対組織暴力』は作り手側にも当初は「新仁義なき戦いシリーズ第二弾」という認識を持っていたことが分かる。
以降は製作の報道もなくなったが、製作費を注ぎ込んだ夏の超大作『新幹線大爆破』がコケると岡田は何度目かの陣頭指揮宣言をし、自身で従来の企画を洗い直し再検討を行った。本来、これを行うのは動画整理の功労から製作担当のトップ・製作企画本部長に昇進させた登石雋一だったが、同ポストになって日が浅く、登石に任せると時間がかかるため、社長自ら陣頭指揮指揮を執り、迅速に自身の思う方向に転換した。岡田は1971年の社長就任以降、長く重役を置かないワンマン体制を敷き、他社が路線変更など重要案件に大変な騒動と会議を伴う中、東映は岡田の一存で全部決まった。『新幹線大爆破』は新規ファンの開拓を狙ったものだったが、従来の東映ファンを裏切る結果となったと分析した岡田は、1975年8月27日の記者会見で秋以降の番組を発表、「基調として東映本来の原点に還り、独自のカラーを強調したアクション、プラスお色気ものを並べ、半期配収45億円を目標に大攻勢をかけ、東映躍進の年にしたい」と述べ、このとき1975年11月一週公開映画として本作を発表した。
この決定により東映ラインアップがポルノやアクションをメインとする1970年初頭の頃に戻り、スター・ローテーションが鶴田浩二・高倉健から、菅原文太、梅宮辰夫、松方弘樹、千葉真一らに様変わりし、彼らを主演とする企画映画が増えた。特に岡田は「千葉を世界に通用するスターに育てたい」と話し、海外で人気の上がった千葉の主演企画がたくさん挙がった。岡田の頭に「『新幹線大爆破』で失った本来の東映ファンをまた東映の劇場に呼び戻すためには東映調にもう一度戻すことが先決である」という思いがあり、『新幹線大爆破』がコケたおかげで「新仁義なき戦いシリーズ」は継続が決まった。2月の「『新仁義なき戦いシリーズ』の役割は終わった」発言とは一転、「どうやら文太の『トラック野郎』が来そうだし、次は大事にいけと、大きく狙っているのが『組長の首』だね。この間、京都へ行ってライターと詳しく打ち合わせして来たから、的の外れたものには絶対ならんよ。やくざの喧嘩なんぞ簡単なんだよ。組長の首とりゃ終いだ。それだけに組長もおびえる、脅えるから和平になるんだね。手打ち式やるのは下の組員のいきさつなんてどうでもいい、狙われるのが怖いから、口ではえらそうなこといっても、一番手を打ちたがっているのが組長なんだ」などと、組長たる者、いつ寝首をかかれるか判らないというプロットを指示し、今度の『組長の首』はひと味違った新鮮でショッキングな〈新・仁義なき戦い〉になると思う」などと話した。タイトルは『ガルシアの首』からインスピレーションを得たとされる。また同じ8月27日の記者会見で1976年新春作品として「新仁義なき戦いシリーズ」第三弾の製作も告知し、このとき発表した第三弾のタイトルは『新仁義なき戦い・組長刺客十三人』であった。

### 脚本
最初に佐治乾と田中陽造で脚本を書いたがまとめ切れず、高田宏治がアンカーとして呼ばれた。佐治・田中脚本では舞台は山口県下関だったが、高田加入後は舞台が関門トンネルを潜った福岡県北九州市門司になり、全く違う話になった。みんな九州弁を喋るのに菅原だけ広島弁なのは、一人だけ広島の臭いを残した方がいいだろうと広島弁にした。 
佐治乾は、初期・深作欣二の作風の確立に貢献した脚本家。田中陽造は当時、日活ロマンポルノで活躍中の脚本家で、先述のように本シリーズは女優にウェイトを置くというコンセプトがあり、深作が「ドラマにもっと女を持ち込みたい」という希望もあって田中が参加したといわれる。田中は本作ではあまり働かなかったという証言もあるが、この年から東映に重用されるようになり、以降1980年代にかけて多くの秀作シナリオを残した。高田宏治も参加していることから、1980年代に一時代を築いた「東映女性映画」の源流は『北陸代理戦争』という見方もあるが、こちらの方が早いのかもしれない。
高田は元々東映の脚本家であるが、『仁義なき戦い 完結篇』以降、笠原和夫と共に東映のエース級脚本家になって多くの大ヒット作を生み出して大金持ちになり、40歳年下の美女を妻に持ち、最盛期には護国寺近くのボウリングが出来そうなワンフロア150m²の日商岩井のヴィンテージマンションに住んでいたといわれる。

### 菅原の造反
主演の菅原文太はこの年のハードスケジュールに堪忍袋の緒が切れ、『県警対組織暴力』撮影後会社に猛反抗、プロモーションには協力したが『県警対組織暴力』の後、1975年4月20日から、丸三ヶ月の間、入院も含め仕事を休んだ。この間、出演予定があった『資金源強奪』『新幹線大爆破』『暴力金脈』の三本を全て断り、7月21日にクランクインした『トラック野郎・御意見無用』で仕事復帰した。断った三本の出演交渉に於いて「会社のいいなりになってると殺される」、「今の東映のシステムでは、映画の出来、不出来や入り具合は、全て役者がかぶるようになる」などと反撥し、シナリオは勿論、配役やカメラマン、ポスターにまで文句を付けるようになり、「クレーム屋」「完全主義者」などと東映内部でニックネームが付けられた。中でも問題だったのは「実録路線は峠を越した」発言で、東映はかつて任侠映画をマンネリと批判を受けながら手を変え品を変え引き延ばした実績があり、製作サイドが引き延ばそうと必死の努力を続けている中、実録路線のエースから先に終了宣言をされては影響力も大きくイメージも悪かった。菅原は「実録としての"仁義―"はもう終わったと思う。これからはフィクションとしての面白さが大事。だから私としては妥協は許されない。徹底的にダメを押して撮入した。私の代名詞ともなったシリーズを竜頭蛇尾に終わらせたくないですからね」などと話し本作のオファーを受けた。前作『新仁義なき戦い』は広島抗争の焼き直しのため、一応実録と言えるが、本作はフィクションで、実録でないため菅原は出演を承諾した。菅原を出すためにはフィクションにしなければならなかったのである。菅原の役柄も全作までと180度変わり、本作では自分では手を出さず、配下に組長の寝首をかかせるダーティドッグである。

### キャスティング
シャブ極道の役は最初は松方弘樹を予定していた。この年8月に封切った『暴力金脈』は、菅原主演作として企画されたものと、松方主演、菅原共演で企画されたが、菅原が共演を断ったとする文献がある。『暴力金脈』は二枚看板が欠け、岡田社長が「二十年来、最低のお盆映画だ！ヒットするわけない」と烈火の如く怒ったが、予想に反して松方一人で大ヒットし、松方はヒットと聞いて電話口で男泣きした。この恨みで松方は本作で深作からの出演要請にもかかわらず役を蹴った。これは二人が仲が悪いのではなく、松方の方が「俺もようやく東映の看板俳優になった」という思いが強く、菅原をライバル視するようになったという意味であった。代役が山﨑努で、山崎はヤクザ映画、及び東映初出演。山崎はこの年3月、12年間所属した劇団雲を退団しフリーになって初の大役。雲を辞めた理由は「楽な劇団の芝居がイヤになっただけ」と話した。山崎はやや強面の風貌とは違い「タレントらしからぬまじめ人間」と言われた人で、ヤクザ映画は一本も見たことがなかった。このためヒロポン中毒で廃人にされる役に抵抗があり、出演を渋ったが、深作から「キミのイメージで脚本を書いた」などと熱心に口説き落された。深作は山崎の起用理由を「彼のあの眠そうな目だよ。......にピッタリだろ」と話していたという。山崎の演技を深作は「あの山崎君は好きだったな」と語っている。小林稔侍はもともと大阪のナイトクラブのバーテンダー役だったが、空き時間に撮影見学していた千葉真一を深作は急遽カメオ出演させ、そのバーテンダーにした。小林は役がなくなったと落胆していたが、深作は主人公の弟分・志村勝男に小林を抜擢した。
抱いた男がみんな死んでいくという究極のさげまん・通称"下がりボンボン"を演じるひし美ゆり子がハードな濡れ場を演じる。植地毅は「女の武器フルスロットルのひし美が"仁義シリーズ"最高のヒロイン」と評価している。
大和田組組長を演じる西村晃は『仁義なき戦い』五部作で、三國連太郎と共に山守親分役の候補だった一人。

### 撮影
撮影は1975年10月。監督の深作が演出にイメージしたのが、ジョン・ブアマン監督の1967年のアメリカ映画『殺しの分け前/ポイント・ブランク』。長期ではないが、北九州市門司港駅前や近所の東本町商店街などでロケーション撮影を敢行した。　

## 宣伝

### キャッチコピー
組長の首ひとつ、殺るか殺られるか！？ 暴力基盤の大変動を賭けた鮮血攻防の行方‥‥ 銃弾か、それとも冷たい刃にするか！ 荒涼たる薄暮が迫る殺しの辺境で、男がふと選択に迷うとき、いつか見た組長の首すじの汗がよぎる‥‥。

## 興行
全国拡大封切により配収3億1,160万円。ほかに3本の11月公開作と合わせ、東映11月期としては過去最高記録7億3,257万円の新記録に寄与した。上半期に不調をかこっていた東映は下半期になって俄然息を吹き返し、9月に『トラック野郎・御意見無用』が8億3,000万円と予想以上の快成績を収めたことからツキはじめ、10月は『神戸国際ギャング』のヒットで6億5,800万円、さらに11月はこの『新仁義なき戦い 組長の首』の好調で、連続三ヵ月前年同期よりそれぞれ大幅な増収を記録した。10月から11月にかけては例年各社とも成績は伸びないが、東映ひとり前年比を大幅に改正する進撃ぶりに、上半期にシブい顔の岡田社長もニコニコ。正月に予定していたトラック野郎第二弾も13億円は確実と予想し、夏に自身が立てた下半期目標45億円を上回る好成績が予想された。岡田体制もすっかり固まり、ワンマンぶりは各社随一になった。また岡田も各社の社長の中で一番若く、役員も岡田より若く横の繋がりもよくなり、東映は全ての面でエネルギッシュになった。大川時代は組合もエネルギッシュで長年手を焼いたが、岡田体制になり組合も大分おとなしくなった。

## 逸話
- 武論尊・平松伸二著『ドーベルマン刑事』第2巻「非情のワナ!!の巻」の挿話で菅原文太に憧れて田舎から上京してきた極道志願の少年・一瀬千吉が新宿駅出口にある『新仁義なき戦い 組長の首』の看板を見て「ぶ…文太アニイ!!」と感激し、サングラスをしながら「おれも文太アニイに負けねぇような男の中の男になるぜ！」と答える場面がある。その後、盃をもらった水津組の組長から恩義のある加納（本作の主人公）を殺すように命じられて先の看板を見ながら「文太アニイ…」と千吉が思い悩む様子が描かれている。

## 影響
岡田茂東映社長が、本作のカーアクションが面白いので（演出は関本郁夫）、この頃日本で大ヒットしていたアメリカ映画「『バニシングin60″』とミックスして映画を作れ」と号令して、1976年に同じ深作監督で『暴走パニック 大激突』が製作されるなど、後に再評価される「東映マシン路線」「東映70年代メカニック路線」に連なったとされる。

## ビデオ
| 発売日         | タイトル                                    | 規格     | 品番       |
| -------------- | ------------------------------------------- | -------- | ---------- |
| 1996年12月13日 | 新 仁義なき戦い 組長の首                    | LD       | LSTD-01330 |
| 2003年04月21日 | 新 仁義なき戦い 組長の首                    | DVD      | DSTD-02228 |
| 2003年04月21日 | 新 仁義なき戦い DVD-BOX＜3枚組＞            | DVD-BOX  | DSTD-02230 |
| 2015年04月08日 | 新 仁義なき戦い Blu-ray BOX<初回生産限定版> | 3Blu-ray | BSTD-03816 |
| 2018年05月09日 | 新 仁義なき戦い 組長の首                    | Blu-ray  | BSTD-02228 |